# Excélsior

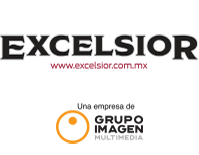

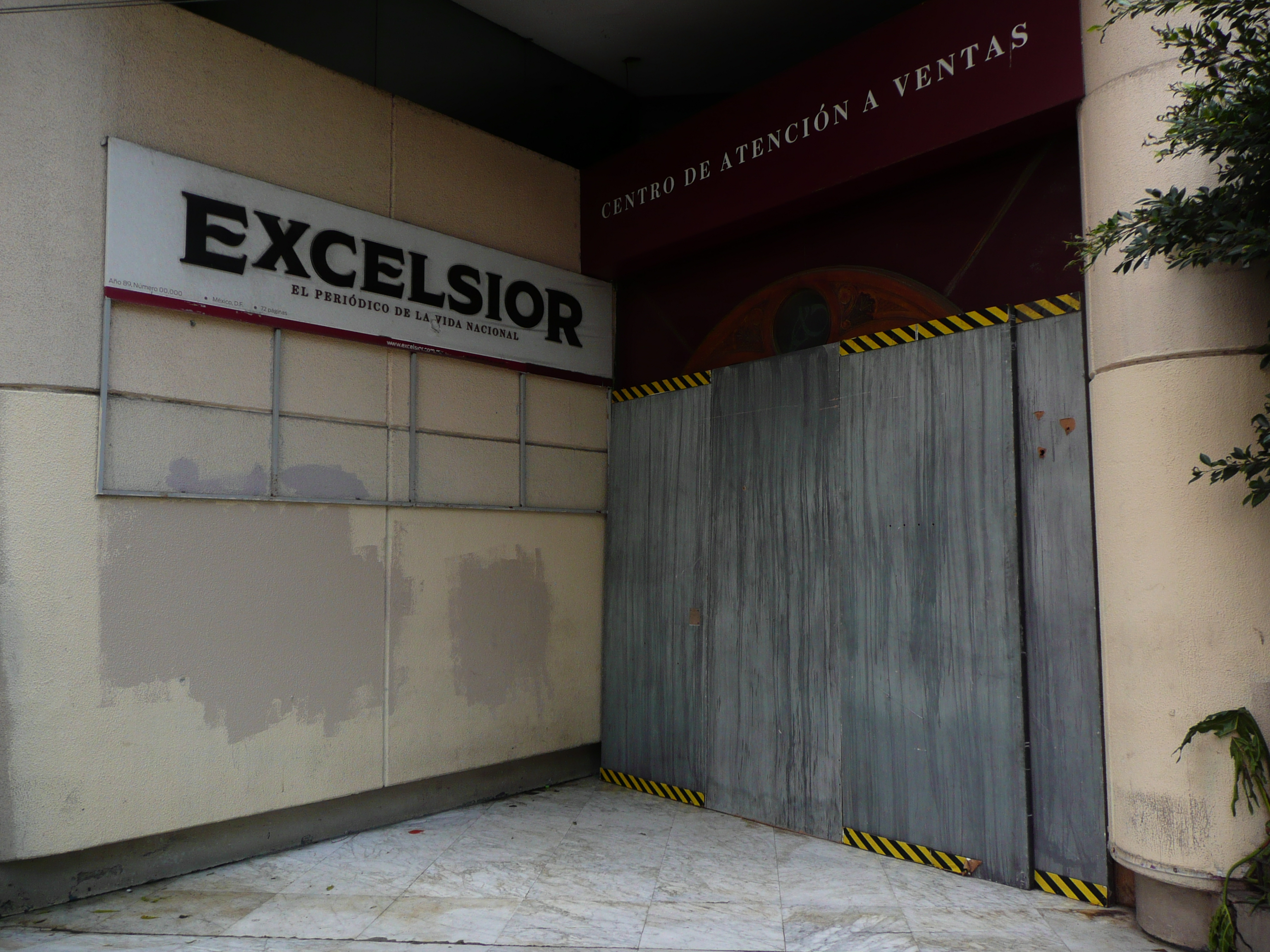

Excélsior är en mexikansk dagstidning utgiven i Mexico City och grundad av Rafael Alducin 1917. I januari 2006 köpte Imagen-gruppen, ägd av Olegario Vazquez Raña, upp tidningen och ändrade då även dess innehåll. Tidningens skribenter bidrar också till radiostationen Imagen och TV-stationen Cadena 3.